# Сикаои
Сикаои (яп. 鹿追町 Сикаои-тё:) — посёлок в Японии, находящийся в уезде Като округа Токати губернаторства Хоккайдо. Площадь посёлка составляет 402,86 км², население — 5635 человек (30 июня 2014), плотность населения — 13,99 чел./км².

## Географическое положение
Посёлок расположен на острове Хоккайдо в губернаторстве Хоккайдо. С ним граничат посёлки Синтоку, Симидзу, Мемуро, Отофуке, Сихоро, Камисихоро.

## Население
Население посёлка составляет 5635 человек (30 июня 2014), а плотность — 13,99 чел./км². Изменение численности населения с 1980 по 2005 годы:
| 1980 | 6744 чел. |  |
| 1985 | 6480 чел. |  |
| 1990 | 6307 чел. |  |
| 1995 | 6089 чел. |  |
| 2000 | 5910 чел. |  |
| 2005 | 5876 чел. |  |